# Bördeland
Bördeland este o comună în nordul districtului Salzland, Sachsen-Anhalt, Germania.

## Istoric
Cele șapte localități aparținătoare s-au unit la data de 1 ianuarie 2005 în „Asociația municipală de sud Börderland”, astfel sunt rezolvate împreună problemele economice și financiare ale asociației.

## Geografie
Comuna se află situată în sudul regiunii Magdeburger Börde, fiind mărginită la nord de Magdeburg, la est de orașul Schönebeck (Elbe), ca și de comunele Gnadau, Wespen și Tornitz, la sud de orașul Calbe (Saale) și comuna Förderstedt iar la vest de comunele Borne (bei Staßfurt) și Sülzetal.

## Localități aparținătoare
| Localitate    | Locuitori |
| ------------- | --------- |
| Biere         | 2.431     |
| Eggersdorf    | 1.240     |
| Eickendorf    | 1.143     |
| Großmühlingen | 1.059     |

| Localitate     | Locuitori |
| -------------- | --------- |
| Kleinmühlingen | 640       |
| Welsleben      | 1.835     |
| Zens           | 288       |

1. ↑  Alle politisch selbständigen Gemeinden mit ausgewählten Merkmalen am 31.12.2018 (4. Quartal) (în germană), Statistisches Bundesamt[*], arhivat din original la 10 martie 2019, accesat în 10 martie 2019